# Chrysotus currani
Chrysotus currani är en tvåvingeart som beskrevs av Van Duzee 1924. Chrysotus currani ingår i släktet Chrysotus och familjen styltflugor. Inga underarter finns listade i Catalogue of Life.